# フロリアーナ
フロリアーナ（マルタ語: Il-Furjana）は、マルタ共和国のマルタ島にある都市。人口は2,032人（2019年）。首都バレッタの南に隣接している。サッカークラブフロリアーナFCの本拠地。

## 歴史
1724年、バレッタの城壁を南に拡大する工事が完成したことにより街の形成が始まった。地名は、城壁を設計したイタリア人建築家ピエトロ・フロリアーニから来ている。面積は1㎞×1㎞程しかなくバレッタ同様に小さい。

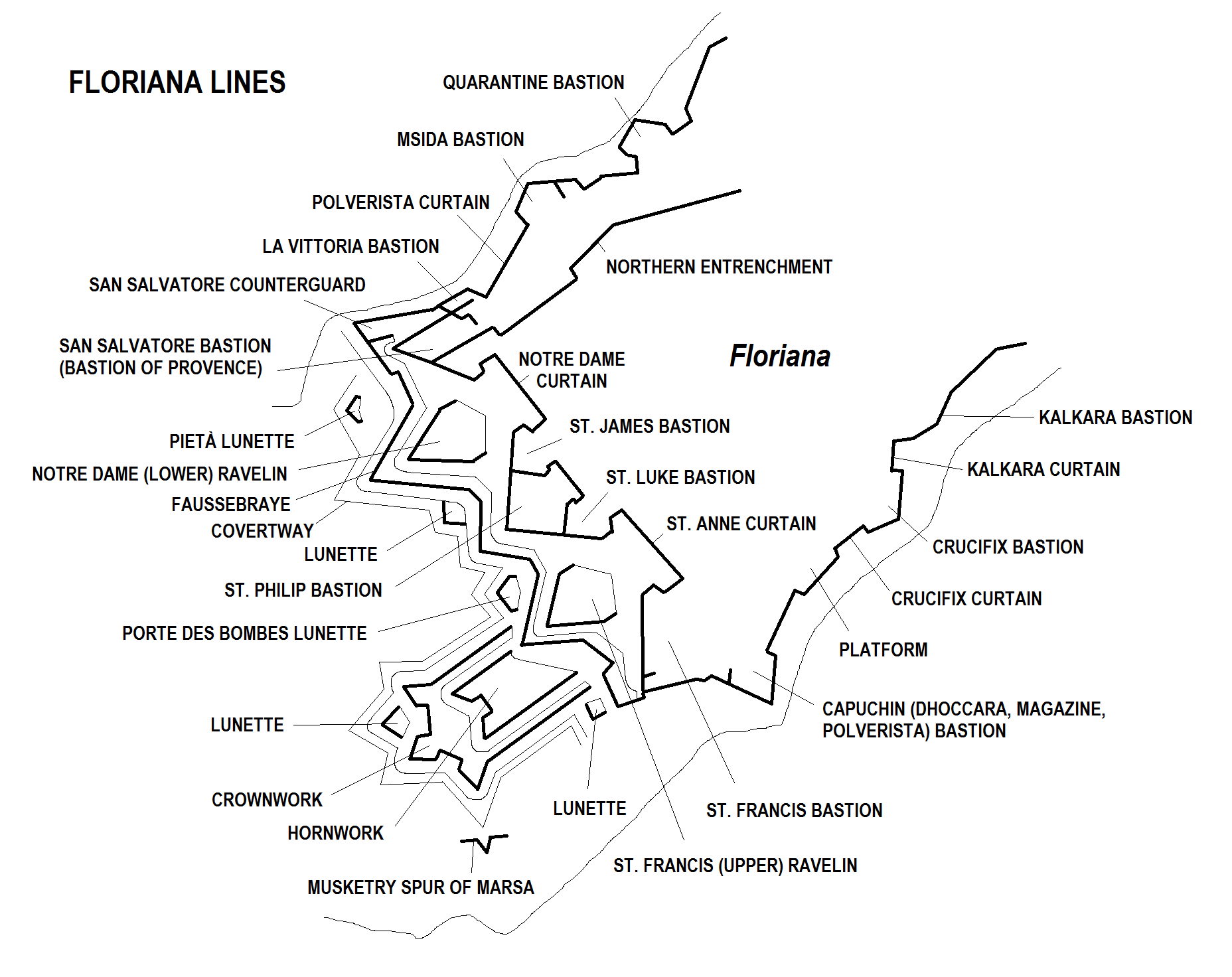
城壁 平面図
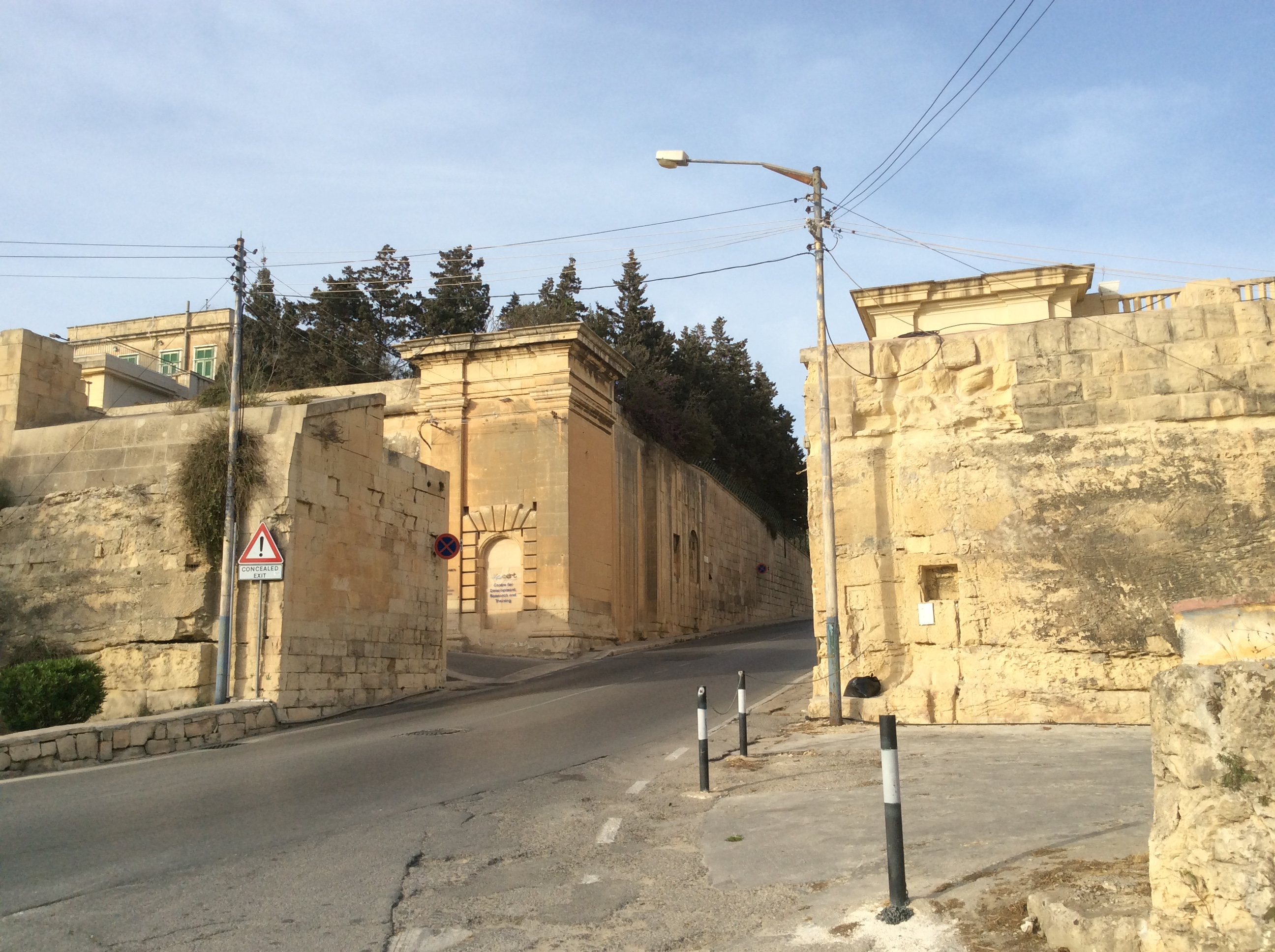
城門
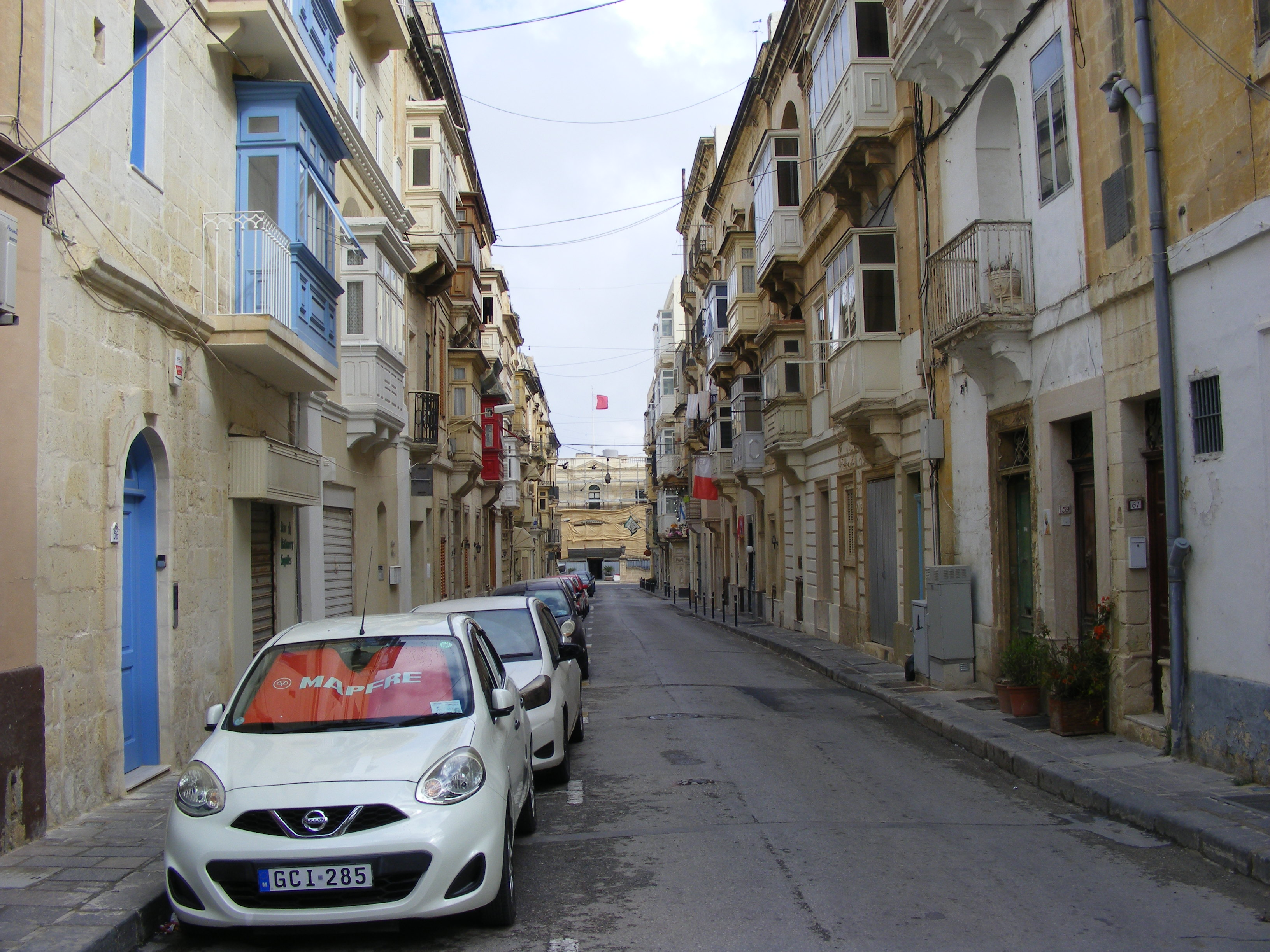
裏通り
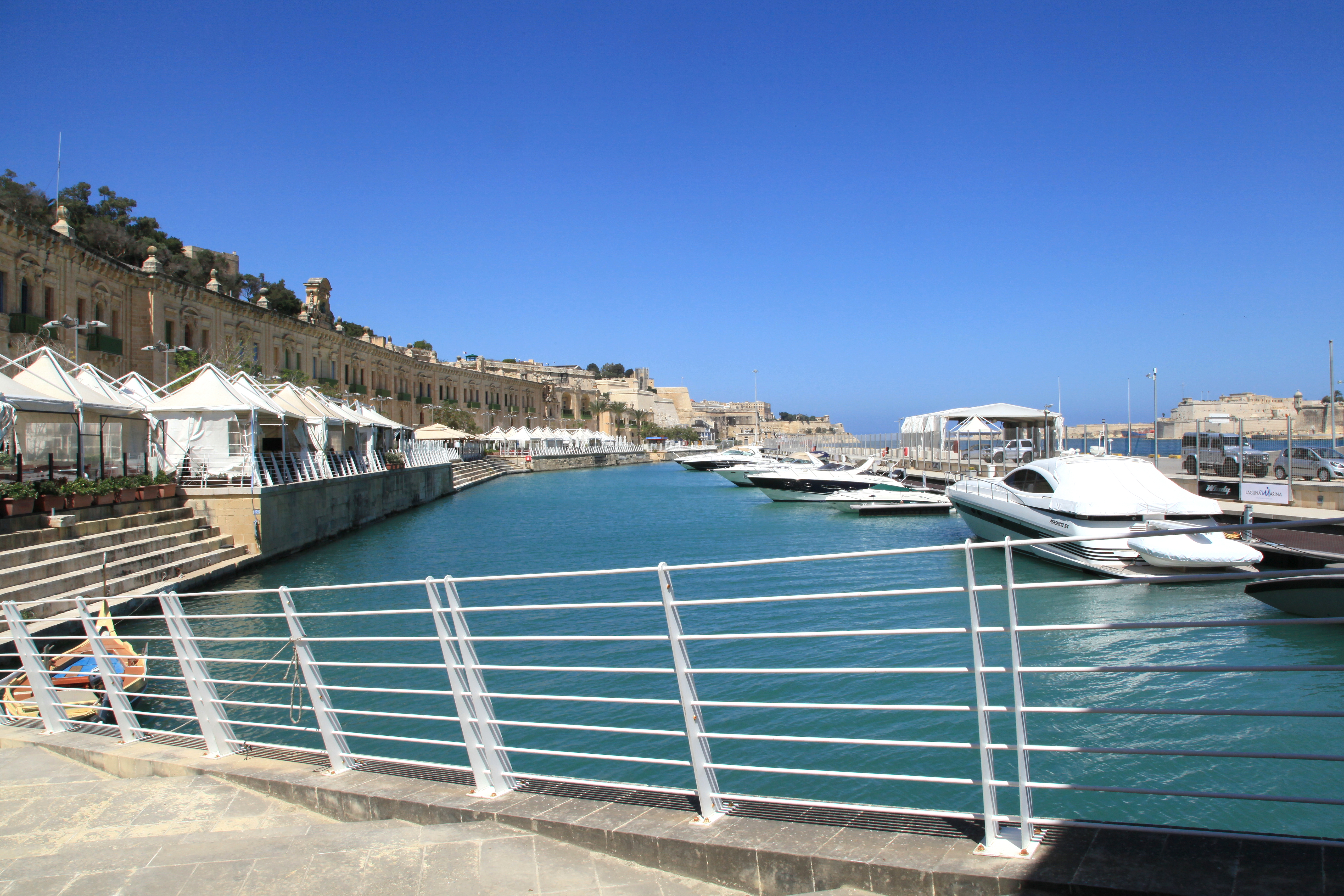
海岸